# Jezioro Stolsko
Jezioro Stolsko este o arie protejată (sit de importanță comunitară — SCI) din Polonia întinsă pe o suprafață de 139,68 ha, integral pe uscat.

## Localizare
Centrul sitului Jezioro Stolsko este situat la coordonatele 53°34′09″N 14°18′59″E / 53.5691°N 14.3165°E.

## Înființare
Situl Jezioro Stolsko a fost declarat sit de importanță comunitară în octombrie 2009 pentru a proteja un număr necunoscut de specii din flora spontană și fauna sălbatică aflate în arealul zonei.

## Biodiversitate
Situată în ecoregiunea continentală, aria protejată conține 5 habitate naturale: Ape puternic oligomezotrofe cu vegetație bentonică cu Chara spp., Păduri de fag Luzulo-Fagetum, Păduri de fag Asperulo-Fagetum, Păduri de stejar sau de stejar și carpen sub-atlantice și medio-europene de Carpinion betuli, Mlaștini împădurite.
La baza desemnării sitului se află un număr nedeclarat de specii protejate.